# 4740 Веніаміна
4740 Веніаміна (4740 Veniamina) — астероїд головного поясу, відкритий 22 жовтня 1985 року.
Тіссеранів параметр щодо Юпітера — 3,315.